# Susi Sánchez
Asunción "Susi" Sánchez Abellán, född 21 mars 1955 i Valencia, regionen Valencia, är en spansk skådespelerska.

## Utmärkelser
Sánchez har bland annat vunnit Goyapriset för bästa kvinnliga huvudroll 2019 för Den eviga söndagen.

## Roller i urval
- 1983 – Den heliga oskulden
- 2001 – Juana la Loca
- 2009 – Faustas pärlor
- 2011 – The Skin I Live In
- 2015 – Vänner för livet
- 2016 – Julieta
- 2019 – Den eviga söndagen
- 2021 – El lodo
- 2022 – En sång för min dotter
- 2025 – Ett ruttet arv (TV-serie) (8 avsnitt)